# Ernst Heinrich Bruns
Ernst Heinrich Bruns (Berlin, 1848. szeptember 4. – Lipcse, 1919. szeptember 23.) német matematikus, csillagász, aki hozzájárult az elméleti geodézia fejlődéséhez is.

## Élete
Bruns 1866 és 1871 a berlini Humboldt Egyetemen matematikát, csillagászatot és fizikát tanult; kiemelkedő tanárai Ernst Eduard Kummer és Karl Weierstrass voltak. 1872 és 1873 között a pulkovói csillagvizsgálónál dolgozott. 1873-ban átkerült a dorpati (ma Tartu) csillagvizsgálóba, ahol 1876-ig maradt. Ebben az időszakban a helyi egyetem docense is volt.
1876-ban Bruns meghívást kapott a berlini egyetemre, mint a matematika rendkívüli professzora, 1882-ben pedig rendes professzorrá nevezték ki a csillagászati tanszéken, és egyúttal a lipcsei csillagvizsgáló igazgatója lett. Berlinben Bruns a porosz hadtudományi akadémián és a geodéziai intézetben is tevékenykedett.
Heinrich Bruns elsősorban a Föld alakjának elméleti kérdéseivel foglalkozott (egyik fő művének ez is a címe). Lényeges elemekkel járult hozzá a potenciálelmélethez és az egyensúlyi alakok kutatásához is. A csillagászati refrakciót illetően akkori tanársegédjével, Felix Hausdorffal együtt egy szokatlan tételt állítottak fel a levegő hőmérséklet vertikális gradiensére vonatkozóan, amely azonban a kellően pontos mérési eljárások hiányában a gyakorlati alkalmazásba nem került át.
Elméleteit a 20. századi geodézia - elsősorban Karl Ledersteger munkássága - tovább fejlesztette, beleértve többek között a Bruns-féle poliédert is. Ez a világot átfogó hálózatként kigondolt konstrukció a későbbi műholdas geodéziával kezdődött kísérleteken át a GPS-sel végezetül ténnyé vált.

## Művei
- Über die Perioden der elliptischen Integrale erster und zweiter Ordnung. (Dorpat 1875)
- Die Figur der Erde. (Berlin 1878)
- Über eine Aufgabe der Ausgleichsrechnung. Leipzig (1886)
- Über die Integrale des Vielkörperproblems. Leipzig 1887)
- Das Eikonal. Leipzig (1895)

## Fordítás
- Ez a szócikk részben vagy egészben a Heinrich Bruns című német Wikipédia-szócikk ezen változatának fordításán alapul.  Az eredeti cikk szerkesztőit annak laptörténete sorolja fel. Ez a jelzés csupán a megfogalmazás eredetét és a szerzői jogokat jelzi, nem szolgál a cikkben szereplő információk forrásmegjelöléseként.